# Callisphyris macropus
Callisphyris macropus är en skalbaggsart som beskrevs av Newman 1840. Callisphyris macropus ingår i släktet Callisphyris och familjen långhorningar. Inga underarter finns listade.